# (4718) Araki
(4718) Araki (1990 VP3) – planetoida z pasa głównego asteroid okrążająca Słońce w ciągu 3,63 lat w średniej odległości 2,36 j.a. Odkryta 13 listopada 1990 roku.